# Andrés Castro (compositor)
Andrés Castro (Bogotá, 18 de julio de 1974) es un productor musical, compositor y músico colombiano, radicado en Estados Unidos. Ganador de 15 Grammys (dos de ellos anglo), Nominado al Salón de la Fama de los Compositores en el 2019. Ganador del Compositor del año ASCAP en el 2014 y 2019.

## Reseña biográfica
Andrés Castro es compositor, productor, Ingeniero de Grabación y músico radicado en Miami, Florida, EE.UU. 
Ha ganado un total de 13 Grammys Latinos y 2 Grammys Anglo, incluyendo Álbum del año, Canción del año y productor del año. Fue reconocido en 2019 por los Premios de American Society of Composers and publishers ASCAP 2019 con los temas “Fiebre” de Ricky Martin y “Amigos con Derechos” de Maluma &amp; Reik. Andrés Castro ha escrito y producido canciones para artistas como: Celine Dion, Marc Anthony, Carlos Vives, Jennifer López, Ricky Martín, Maluma, Daddy Yankee, Wisin, Reik, Prince Royce, CNCO, Carlos Rivera, Silvestre Dangond, Pipe Peláez, Chocquibtown, Bacilos, Michel Teló, Samo, entre otros.

## Distinciones
- Mejor Álbum Tropical Contemporáneo "Más Corazón Profundo" (2014)
- Mejor Canción Tropical "Cuando nos volvamos a encontrar" (2014)
- Mejor Canción del Año "Volví a Nacer" (2013)
- Mejor Álbum de Fusión Tropical "Corazón Profundo" (2013)
- Mejor Canción Tropical "Cuando nos volvamos a encontrar" (2013)
- Mejor Grabación del Año "Calentura" (2012)
- Mejor Álbum del Año "Eso es lo que hay" (2012)
- Mejor Álbum Tropical Contemporáneo "El rock de mi pueblo" (2005)
- Mejor Cantautor "Resucitar" (2005)
- Mejor Álbum Tropical Contemporáneo "Déjame entrar" (2002)
- Mejor Canción Tropical "Déjame entrar" (2002)

## Grammys Anglo
- Mejor Álbum Tropical Latino "Más corazón profundo" (2014)
- Mejor Álbum Tropical Latino "Déjame entrar" (2001)